# Neoperla clymene
Neoperla clymene és una espècie d'insecte plecòpter pertanyent a la família dels pèrlids.

## Alimentació
Les nimfes es nodreixen principalment a la nit d'ous de tricòpters i de la seua mateixa espècie -el canibalisme hi és usual en aquest estadi-; larves de Cheumatopsyche, de quironòmids i de Simulium; nematodes i nimfes de Neochoroterpes.

## Hàbitat
En el seu estadi immadur és aquàtic i viu a l'aigua dolça, mentre que com a adult és terrestre i volador.

## Distribució geogràfica
Es troba a Nord-amèrica: des de Texas i Oklahoma fins a Carolina del Nord, Illinois, Virgínia i Pennsilvània, incloent-hi Geòrgia, Alabama, Florida, Iowa, Indiana, Kentucky, Louisiana, Mississipi, Carolina del Sud i Virgínia de l'Oest.